# Josefina de Leuchtenberg

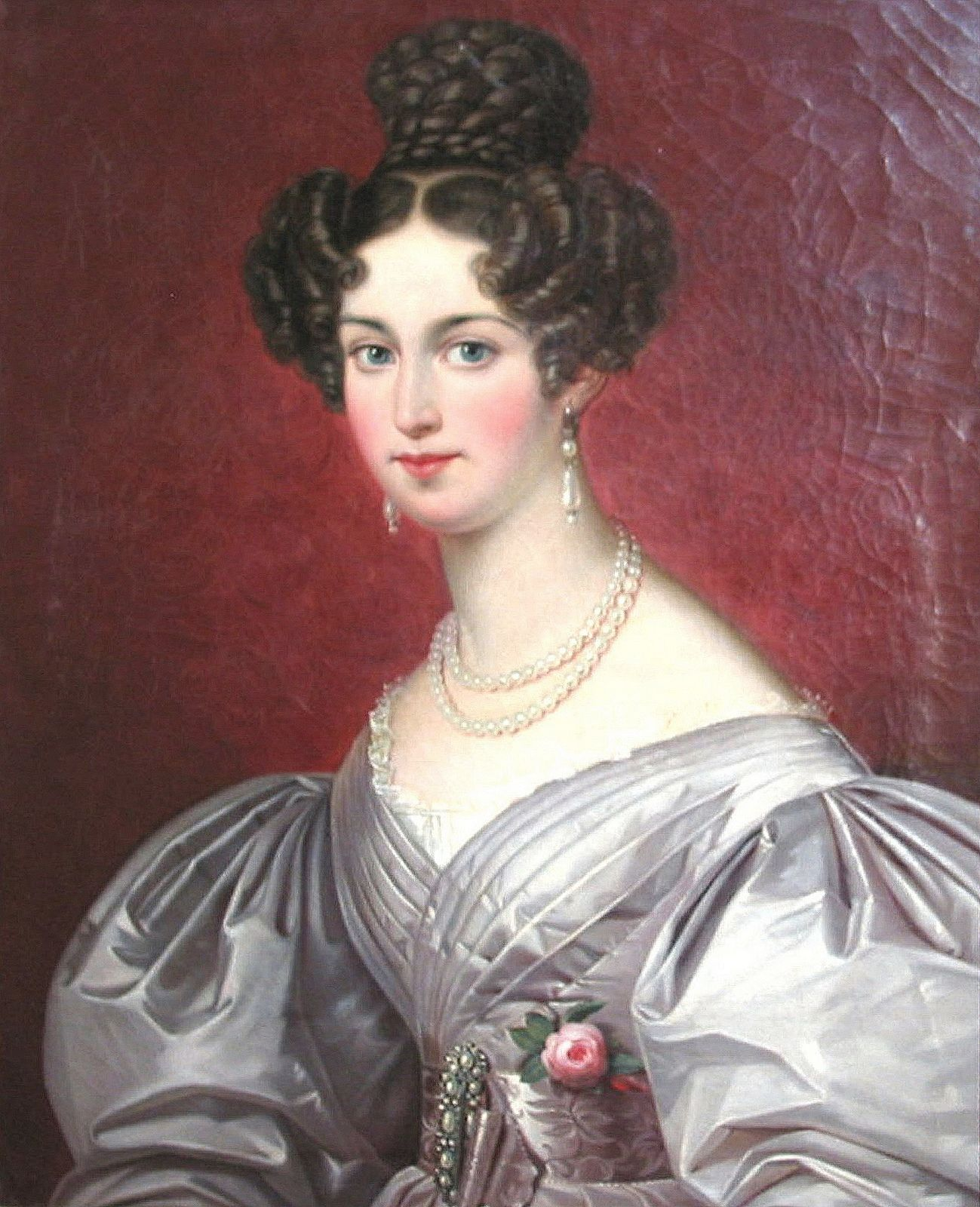
Retrato de Josefina de Beauharnais, Palácio Nacional da Ajuda.

Josefina Maximiliana Eugênia Napoleona (Milão, 14 de março de 1807 – Estocolmo, 7 de junho de 1876) foi esposa do rei Óscar I e rainha consorte dos Reinos Unidos da Suécia e Noruega de 1844 até 1859. Era a filha mais velha do príncipe Eugênio de Beauharnais, Duque de Leuchtenberg, com a princesa Augusta da Baviera. Josefina sempre esteve politicamente ativa durante o reinado de seu marido, atuando como sua conselheira política e participando dos assuntos de estado. Ela era particularmente envolvida em questões relacionadas a religião, sendo considerada como uma das responsáveis por apresentar legislações mais liberais nos dois reinos sobre esses tópicos.

## Primeiros anos e família
A princesa Josefina de Leuchtenberg nasceu em 14 de março de 1807, em Milão, então no Reino Napoleônico da Itália, agora Itália. Seu pai era Eugênio de Beauharnais, filho da imperatriz Josefina (primeira esposa de Napoleão Bonaparte) de seu primeiro casamento com Alexandre, Visconde de Beauharnais, que havia sido guilhotinado durante a Revolução Francesa. Sua mãe era a princesa Augusta da Baviera, filha do rei Maximiliano I José da Baviera e da princesa Augusta Guilhermina de Hesse-Darmstadt. O pai de Augusta criou o seu genro Duque de Leuchtenberg e Príncipe de Eichstätt com o estilo de Alteza Real.
A Primeira filha de Eugênio de Beauharnais, o primeiro duque de Leuchtenberg, e de sua esposa, a princesa Augusta da Baviera, Josefina foi nomeada a partir de sua avó paterna, Josefina de Beauharnais, a primeira esposa de Napoleão Bonaparte. Entre seus irmãos, estavam a imperatriz Amélia (segunda esposa de D. Pedro I do Brasil) e o príncipe-consorte Augusto (primeiro marido de Maria II de Portugal).

#### Educação
Após a derrota final de Napoleão, o padrasto de seu pai, a família de Josefina foi viver no país natal de sua mãe, o Reino da Baviera. Sua infância foi feliz com seus verões passados em Eichstätt, Baviera, e seus invernos passados em Munique com a família de sua mãe. Josefina falava francês, italiano e alemão e estudou história, geografia, botânica, ciências naturais, matemática, física e astronomia com alguns dos professores mais eruditos da Baviera.

## Uma pretendente importante
Na Suécia, o rei de recem estabelecido estava considerando como dar legitimidade à sua dinastia. A Casa de Bernadotte reinava na Suécia desde 1818, quando Jean Baptiste Jules Bernadotte, um Marechal da França, assumiu o trono como Rei Carlos XIV João. Seu antecessor, o rei Carlos XIII, não tinha filhos e a Casa de Holstein-Gottorp estava se tornando extinta. Em 21 de agosto de 1810, o Parlamento Sueco (Riksdag) tomou a decisão de nomear Bernadotte como herdeiro do trono. Os primeiros quatro reis de Bernadotte também foram reis da Noruega até 1905, quando a união entre a Suécia e a Noruega foi dissolvida. O rei Carlos XIV João encontrou a resposta para o seu problema de legitimidade em Josefina. 

Através de sua mãe, ela era descendente do rei Gustavo I da Suécia e do rei Carlos IX da Suécia da Casa de Vasa que governou a Suécia de 1523 a 1654. Se Josefina casasse com o único filho do rei Carlos XIV João Óscar, isso garantiria que os futuros membros da Casa de Bernadotte fossem descendentes da Casa de Vasa. Óscar havia nascido Joseph François Oscar Bernadotte em 4 de julho de 1799, em Paris, França. Napoleão Bonaparte era seu padrinho. Ele tinha 11 anos quando seu pai Jean Baptiste Bernadotte foi eleito Príncipe Herdeiro da Suécia e se mudou para Estocolmo com sua mãe Desidéria Clary, que ironicamente foi uma vez a noiva de Napoleão. Óscar recebeu o título de Duque de Södermanland e, ao contrário de sua mãe, rapidamente aprendeu sueco e se adaptou à vida na Suécia.

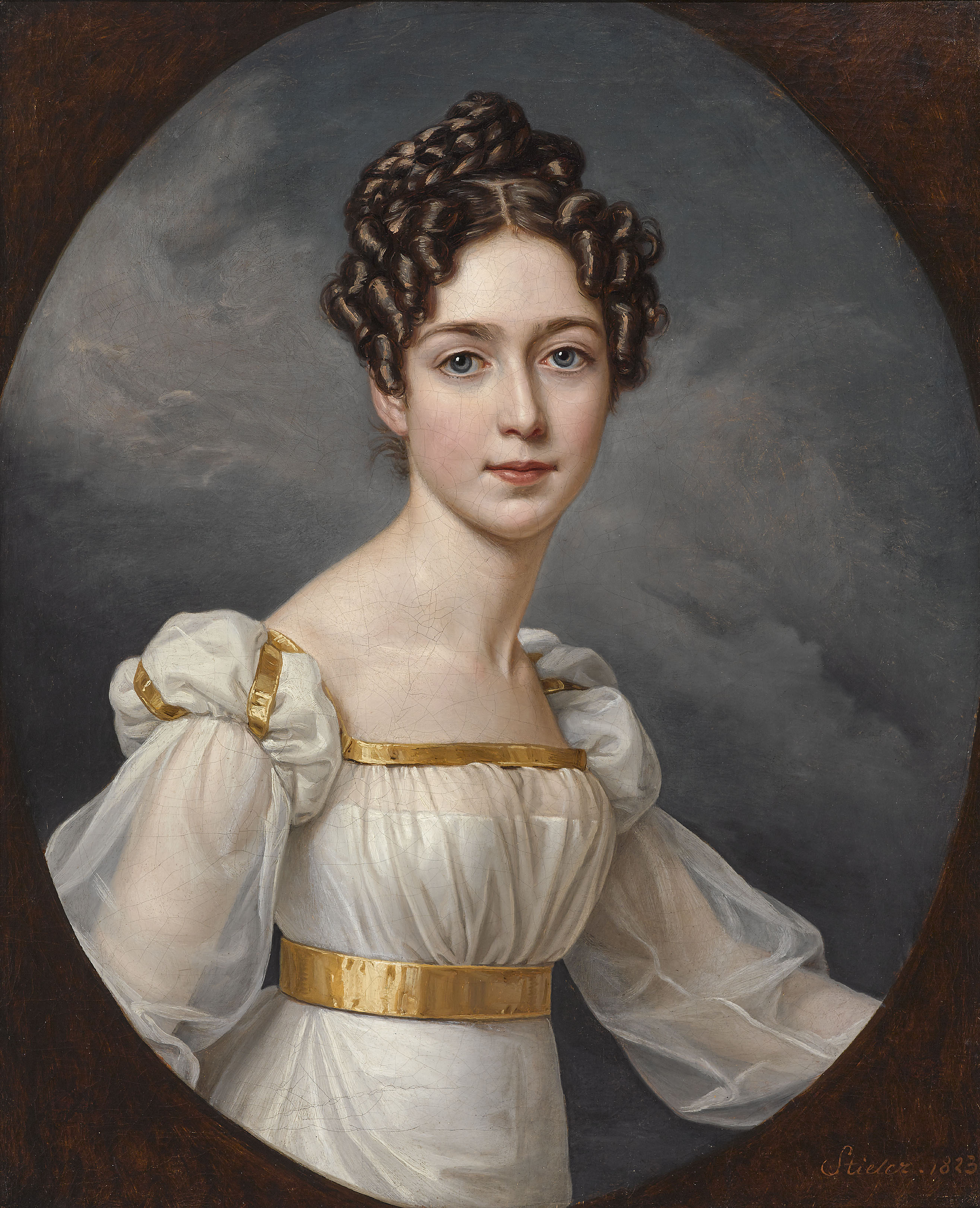
Josefina em 1823, por Joseph Karl Stieler.

Eles se conheceram em 1822, Josefina, de 15 anos, conheceu seu futuro marido, o príncipe herdeiro Óscar da Suécia, que estava viajando pela Europa à procura de uma cônjuge adequada. Apesar de sua forte reivindicação ao trono ela não era a principal candidata de Carlos XIV, que havia feito uma lista de potenciais candidatas e Josefina teria sido listada como número dois. A principal canditata era a princesa Guilhermina Maria da Dinamarca, porém ela não conseguiu captar o interesse do príncipe. Quando ele conheceu Josefina, no entanto, eles se apaixonaram, e o rei aceitou o noivado. A futura noiva começou a ter aulas de sueco, e embora ela fosse uma católica devota, ela concordou em criar seus futuros filhos de acordo com a religião luterana.

## Princesa consorte
A princesa desposou Óscar I no Palácio de Leuchtenberg, em Munique, no dia 22 de maio de 1823. Eles também realizaram outra cerimônia de casamento em Estocolmo, a 19 de junho daquele mesmo ano.  
Uma cerimônia de casamento católica foi realizada em 22 de maio de 1823 em Munique, no Palácio Leuchtenberg, e uma cerimônia luterana foi marcada dois meses depois em Estocolmo. A nova Princesa herdeira foi recebida por membros da família real sueca na Ilha de Djurgården e escoltada até o Palácio Haga. Como a Suécia havia lutado contra Napoleão, seu nome Napoleona foi removido. A presença de Josefina na alta sociedade de Estocolmo foi um sucesso imediato, e ela se tornou um membro muito popular da família real. Junto com seu marido, ela viajou pela Suécia e Noruega, participando de várias aparições públicas para promover a monarquia. Descrita como bela e encantadora, ela foi adorada pelo público e impressionou a todos com sua fluência no idioma sueco. O artista Fritz von Dardel disse o seguinte sobre ela durante um baile: "Quanto à Princesa da Coroa, ela era bonita e digna, talvez magra demais, mas muito inteligente e bastante encantadora para todos. Ninguém tem nada a criticá-la a não ser por sua religião católica". Josefina se deu excepcionalmente bem com seu sogro, o que inicialmente causou tensão entre ela e a Rainha, Desidéria Clary. Depois de alguns anos, porém, a relação entre as duas mulheres melhorou. Ela então trouxe consigo várias joias que pertenceram à sua avó paterna e que até hoje são guardadas pelas famílias reais sueca e dinamarquesa.  
O casal real teve uma relação aparentemente feliz quando se tornaram pais de um total de cinco filhos, mas os assuntos extraconjugais de Óscar ao longo de seu casamento afetaram profundamente Josefina. Seu diário desta época é uma excelente fonte, e nele, ela descreve em detalhes a situação desesperada em que se encontrava. Talvez o mais conhecido dos relacionamentos de Óscar foi o que ele teve com a famosa atriz Emilie Högquist que durou vários anos e resultou em dois filhos ilegítimos, um período de tempo que ela descreveu como "Uma caminhada através do fogo". Apesar de seu desgosto, ela continuou a aparecer em público com o marido, e sua dignidade ganhou a simpatia do público. Josefina adorava arte, cultura, jardinagem e pintura. Sua única filha, a princesa Eugênia, era uma pintora talentosa e Josefina encorajou seus interesses. Como Princesa Herdeira, ela apoiou financeiramente a artista Sophie Adlersparre, e a escultora Helena Isenberg. Também se envolveu com caridade e reformas na Suécia. Embora fosse católica, Josefina concordou em criar seus filhos como luteranos. Óscar e Josefina tiveram cinco filhos, dos quais dois se tornaram reis da Suécia e Noruega. 
Seu casamento foi inicialmente feliz, e a infidelidade de seu marido foi escondida dela com sucesso. Uma das amantes foi a atriz sueca Emilie Högquist, com quem teve dois filhos bastardos. Contudo, quando Josefina descobriu os casos amorosos de Óscar, nunca se sentiu realmente feliz de novo.

## Descendência

A familía real em 1837 nele estão retratados: Esquerda para direita: príncipe Óscar, Duque da Gotalândia Oriental; rainha Desidéria; príncipe Augusto, Duque de Dalarna; princesa Eugênia; príncipe herdeiro Óscar; príncipe Carlos, Duque da Escânia; o rei Carlos João e príncipe Gustavo, Duque da Uplândia. Atrás um busto do rei Carlos XIII & II.

Seus cinco filhos foram: 
|  | Nome                      | Nascimento            | Morte                  | Notas                                                           |
|  | ------------------------- | --------------------- | ---------------------- | --------------------------------------------------------------- |
|  | Carlos XV & IV            | 3 de maio de 1826     | 18 de setembro de 1872 | Casou-se com Luísa dos Países Baixos, com descendência          |
|  | Gustavo,Duque da Uplândia | 18 de junho de 1827   | 24 de setembro de 1852 | Não se casou                                                    |
|  | Óscar II                  | 21 de janeiro de 1829 | 8 de dezembro de 1907  | Casou-se com Sofia de Nassau, com descendência                  |
|  | Eugênia                   | 24 de abril de 1830   | 23 de abril de 1889    | Não se casou                                                    |
|  | Augusto,Duque de Dalarna  | 24 de agosto de 1831  | 4 de março de 1873     | Casou-se com Teresa Amélia de Saxe-Altemburgo, sem descendência |

## Rainha e morte

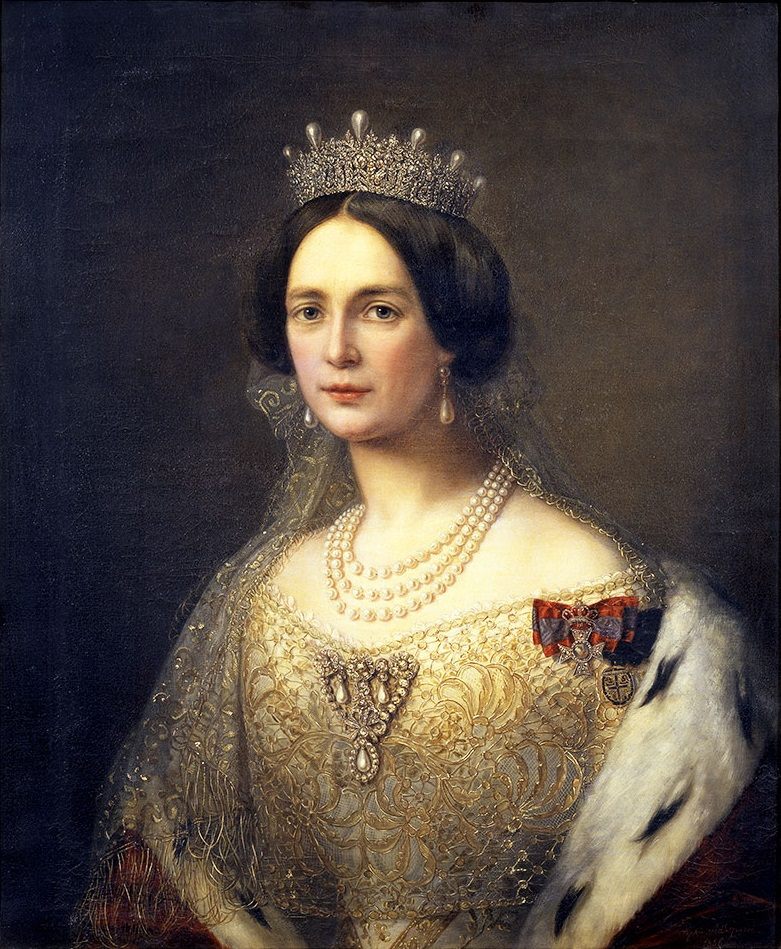
Josefina de Leuchtenberg - Rainha da Suécia e Noruega, por volta de 1856.

Em 1844, o rei morreu e Josefina foi coroada rainha da Suécia e da Noruega em 28 de setembro. Como tal, ela manteve um certo grau de poder político, pois serviu como conselheira de seu marido. No momento de sua ascensão ao trono, o papel de Josefina foi descrito pela reformista feminista Fredrika Bremer, que disse que a nova rainha "Prefere agir fora de seu próprio pulso e vontade. Admito que não ouvi isso da corte, mas acredito que seja verdade. Dos dois cônjuges reais, ela é, sem dúvida, acredita-se ser o personagem mais forte."  
Josefina foi tão popular entre a corte como entre o povo sueco, mesmo tendo permanecido católica. Não se sabe se ela teve alguma influência política durante os reinados de seu marido e filho, mas certamente agiu como conselheira do rei.
Em 1848, ela tentou evitar uma guerra em Schleswig-Holstein. Teria sido a responsável por um tratado entre Suécia, Noruega, França e Grã-Bretanha em 1855. De acordo com rumores, a rainha, em 1860, defendeu uma nova lei de liberdade religiosa. A lei antiga permitia crenças diferentes somente se o indivíduo nascesse com elas, proibindo uma conversão da fé luterana. Depois de vários anos sofrendo de saúde precária, Óscar faleceu em 1859 e Josefina tornou-se a rainha viúva. Assim, ela perdeu toda sua influência política e passou os anos seguintes comprometida com a filantropia, viajou pela Europa para visitar parentes. No verão de 1876, Josefina adoeceu de pneumonia e faleceu em 7 de junho. Ela tinha 69 anos. Ela recebeu um enterro católico, suas últimas palavras foram "Eu estou indo para casa agora. Estou muito feliz". 

Brasão da Princesa de Leuchtenberg em uso de 1817 a 1826.

## Galeria

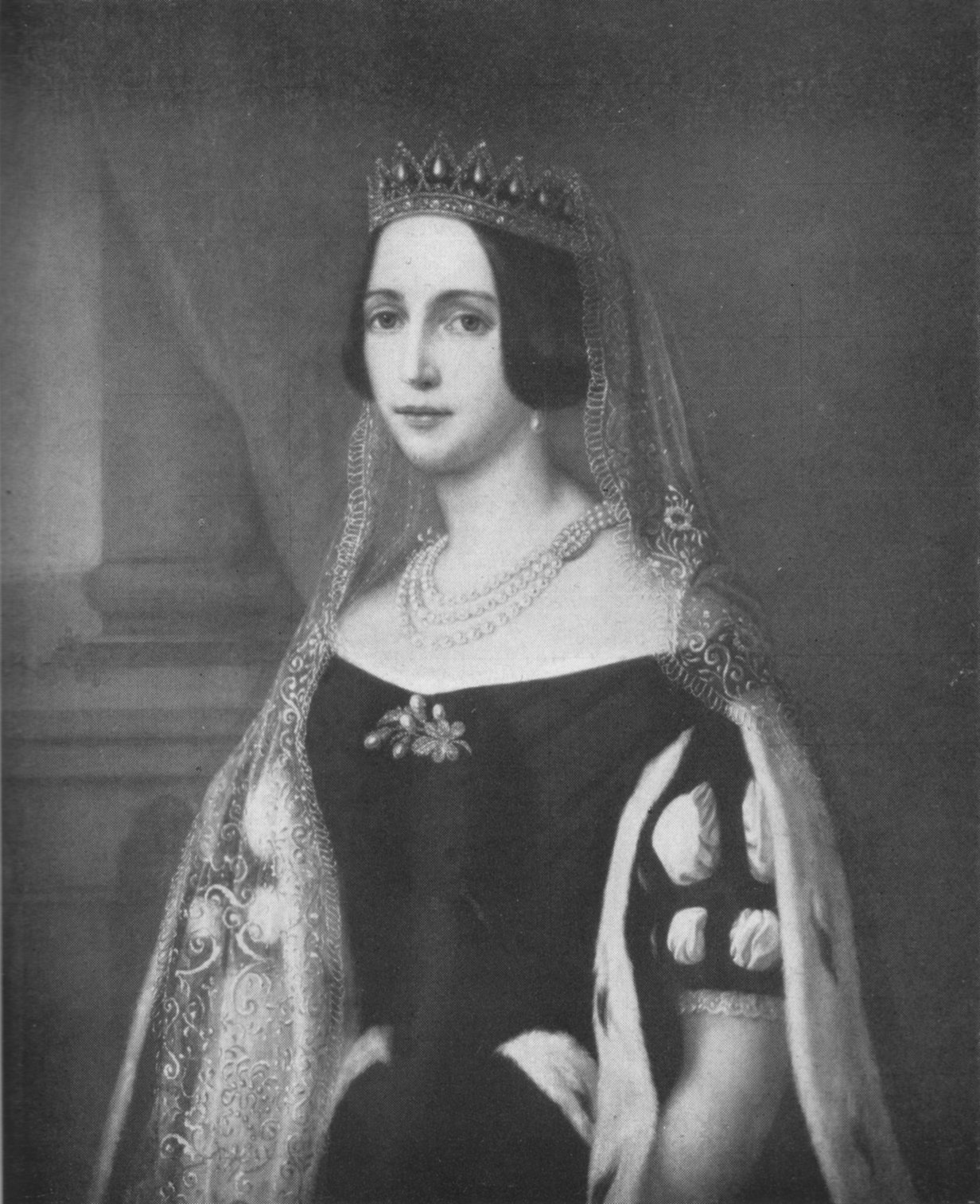
Princesa Josefina de Leuchtenberg

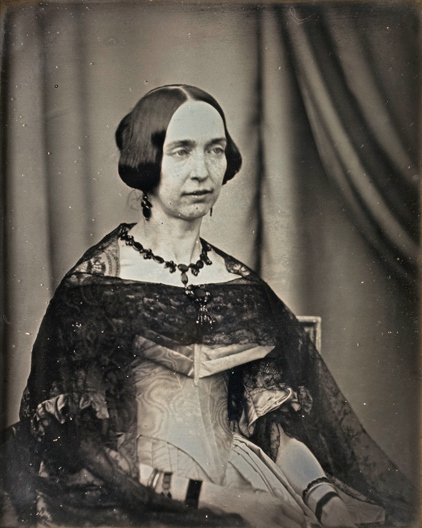
Rainha Josefina da Suécia e Noruega

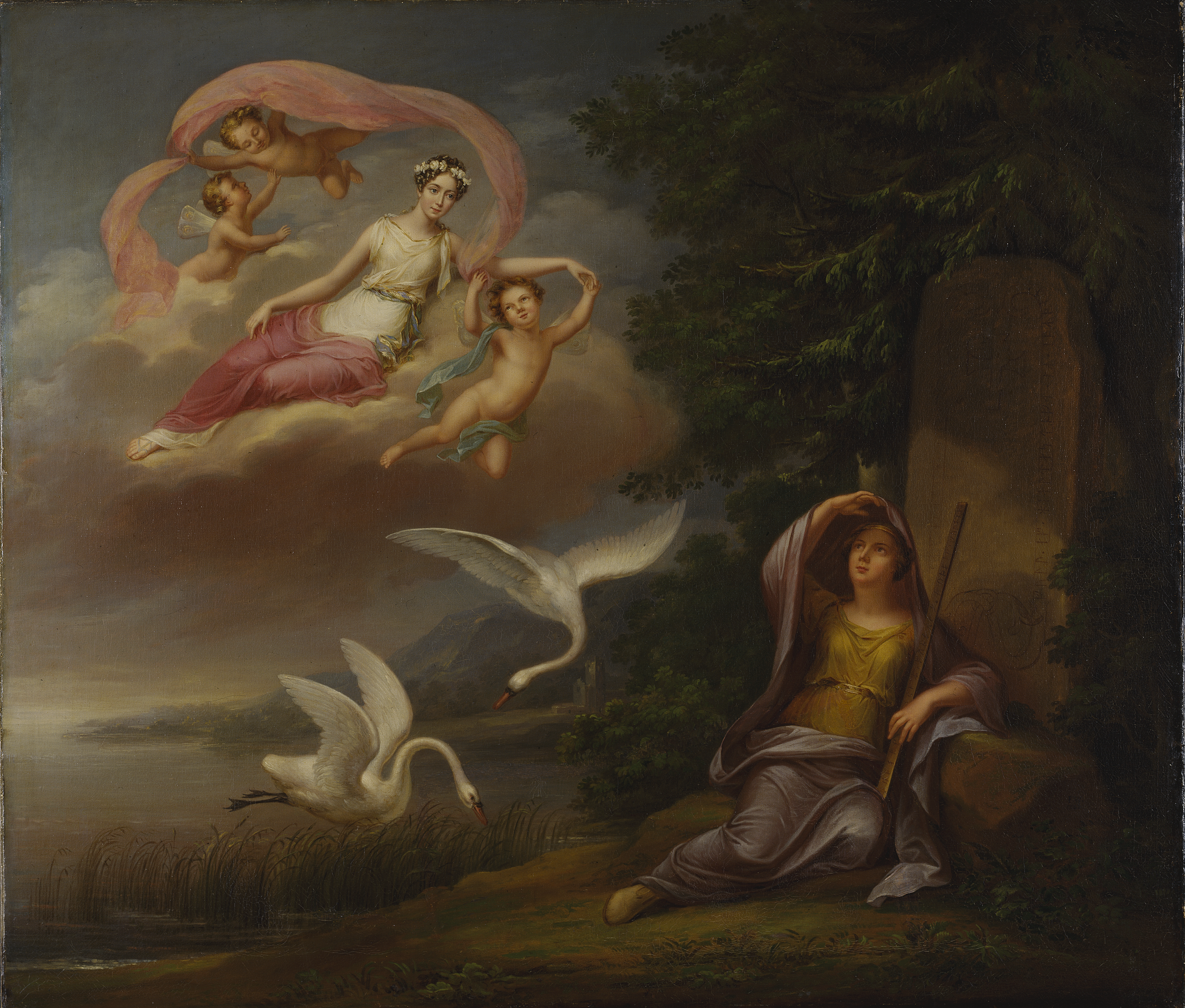
Alegoria de Josefina por Fredric Westin

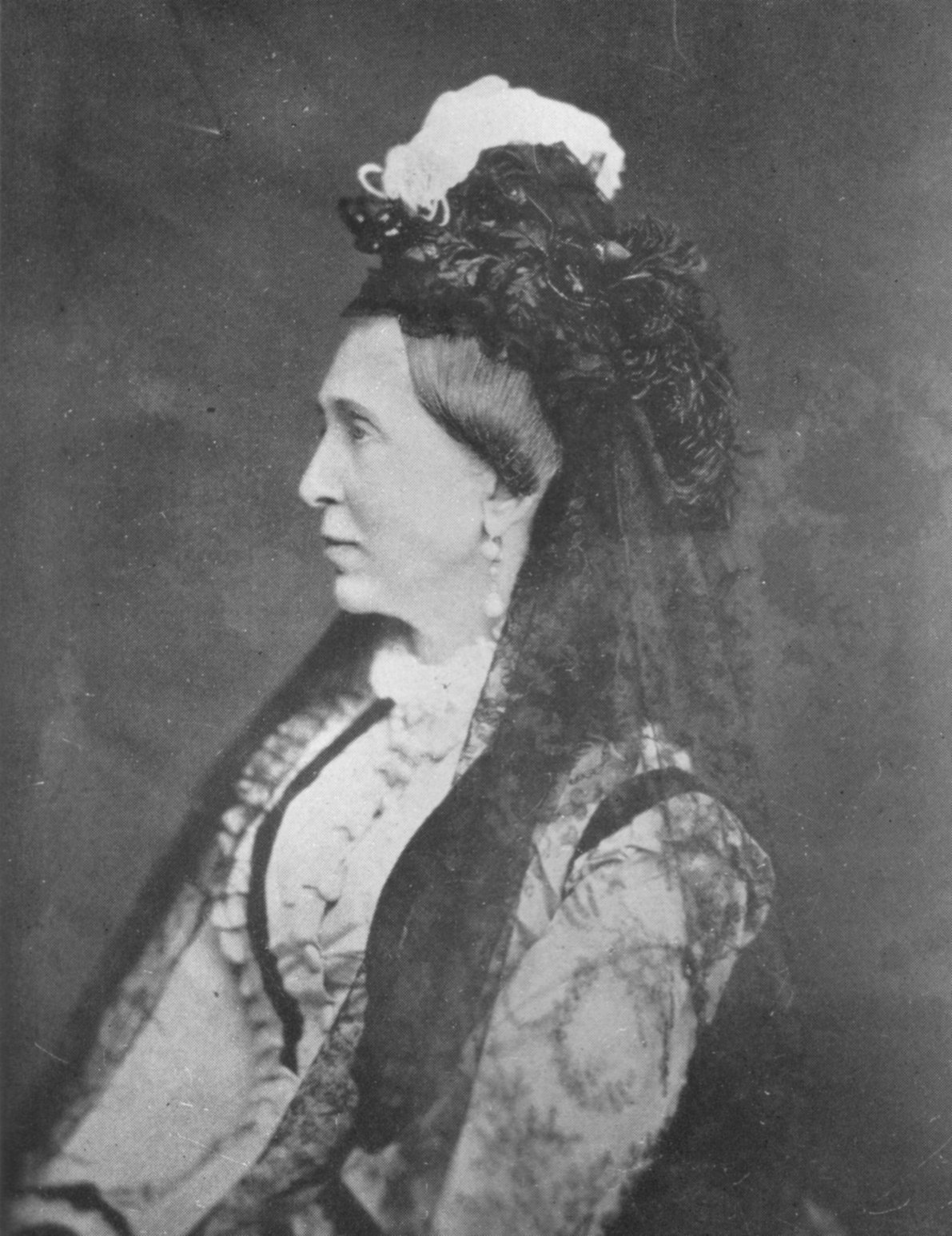
Rainha Josefina em 1874

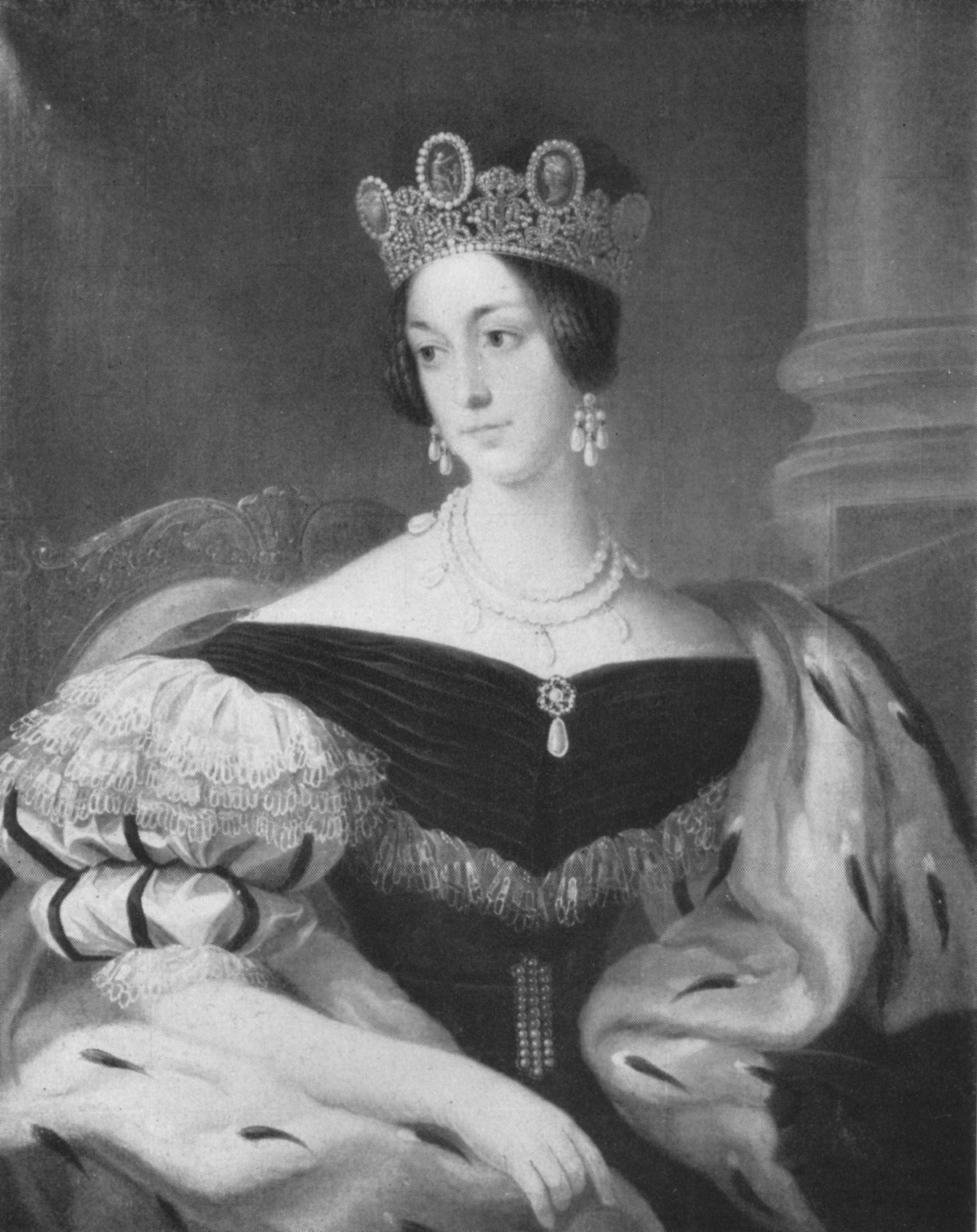
Princesa Josefina da Suécia e Noruega